# Go Hatano
Go Hatano (波多野 豪, Hatano Go, Musashimurayama, 25 mei 1998) is een Japans voetballer die als doelman speelt bij FC Tokyo.

## Clubcarrière
Hatano begon zijn carrière in 2016 bij FC Tokyo.

## Interlandcarrière
Hatano speelde met het nationale elftal voor spelers onder de 20 jaar op het WK –20 van 2017 in Zuid-Korea.